# Período Informbiro

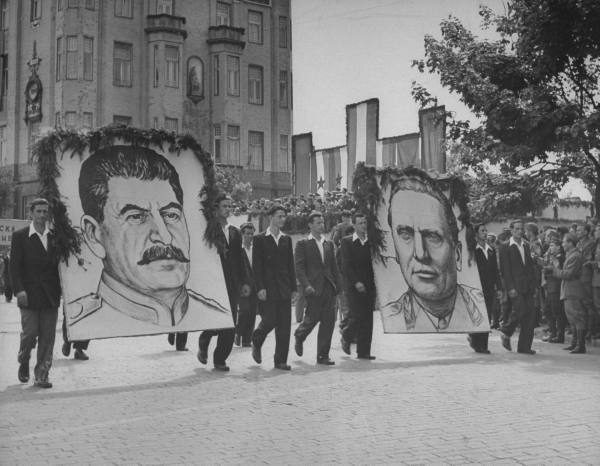
Retratos de Stalin e Tito na Manifestação do Primeiro de Maio, Belgrado,

O Período Informbiro foi uma era da história da Iugoslávia após a Ruptura Tito–Stalin em meados de 1948, que durou até a reaproximação parcial do país com a União Soviética em 1955, com a assinatura da Declaração de Belgrado. Após a Segunda Guerra Mundial na Iugoslávia, a nova liderança da Iugoslávia sob Josip Broz Tito seguiu uma política externa que não se alinhava com o Bloco Oriental. Eventualmente, isto levou a um conflito público, mas a liderança iugoslava decidiu não concordar com as exigências soviéticas, apesar das significativas pressões externas e internas. O período assistiu à perseguição da oposição política na Iugoslávia, resultando na prisão, no exílio ou no envio de milhares de pessoas para trabalhos forçados. 100 cidadãos iugoslavos foram gravemente feridos ou mortos entre 1948 e 1953, enquanto algumas fontes afirmam 400 vítimas durante a existência do campo de prisioneiros de Goli Otok. As purgas incluíram um número significativo de membros do aparelho de segurança da Iugoslávia e dos seus militares.
Esta ruptura com o Bloco Oriental causou dificuldades económicas significativas à Iugoslávia, uma vez que o país dependia do comércio com a URSS e os aliados soviéticos. As pressões económicas dentro do país levaram a reformas que acabariam por resultar na introdução da autogestão socialista e no aumento da descentralização do país através de alterações constitucionais que formalizaram as reformas.
Os Estados Unidos viram a ruptura entre o Bloco de Leste e a Iugoslávia como uma oportunidade durante a Guerra Fria para fragmentar ainda mais o Bloco de Leste e, consequentemente, forneceram ajuda econômica e militar, empréstimos e apoio diplomático ao país. As novas circunstâncias da política externa levaram Tito a acabar com o apoio iugoslavo às forças comunistas na Guerra Civil Grega e a concluir o Pacto dos Bálcãs, um acordo de cooperação e defesa com a Grécia e a Turquia.
O período teve um impacto na arte contemporânea e na cultura popular da Iugoslávia, pois os artistas foram encorajados a buscar inspiração na luta dos partisans iugoslavos durante a guerra e na construção de novas infraestruturas. Décadas depois, muitas obras literárias e filmes cobriram os acontecimentos da época.
O descritor "Período Informbiro" surgiu do Gabinete de Informação Comunista, uma organização iniciada por Stalin que tinha como objetivo reduzir a divergência entre os governos comunistas.

## Antecedentes
As relações entre Josef Stalin e Josip Broz Tito foram muitas vezes tensas durante a Segunda Guerra Mundial, à medida que a União Soviética e os Partisans Iugoslavos, um movimento de resistência estabelecido após a ocupação da Iugoslávia pelo Eixo, perseguiam interesses divergentes além de derrotar as potências do Eixo e promover ideias comunistas.  No entanto, conselheiros soviéticos chegaram à Iugoslávia no Outono de 1944 e prometeram assistência econômica e militar – especificamente armas e ajuda à indústria de defesa. Em fevereiro de 1947, pouca ajuda havia chegado.  Em Setembro de 1947, quando os soviéticos formaram o Gabinete de Informação dos Partidos Comunistas e Operários, também conhecido como Cominform, insistiram em sedia-lo na capital iugoslava, Belgrado, expandindo o acesso dos seus agentes à Iugoslávia. 
Após a guerra, Stalin e Tito, e por extensão a URSS e a Iugoslávia, tinham objetivos e prioridades cada vez mais divergentes nas áreas das relações externas, das políticas económicas, e mesmo nas abordagens ideológicas para o desenvolvimento de uma sociedade comunista.  Apesar destes objetivos contraditórios, Stalin apoiou a política iugoslava em relação à Albânia, que a tratou como um estado satélite iugoslavo.  As relações soviético-iugoslavas pioraram significativamente quando a Bulgária e a Iugoslávia assinaram um tratado de amizade e assistência mútua em Bled, em agosto de 1947. O acordo, que apela a uma maior integração entre os dois países, foi negociado sem consultar a URSS, o que levou o ministro dos Negócios Estrangeiros soviético, Viatcheslav Molotov a denunciá-lo.  O conflito cresceu gradualmente até 1948, quando culminou na Ruptura Tito–Stalin - colocando a Iugoslávia contra a URSS, apoiada pelo resto do Bloco Oriental através do Cominform, no período de conflito ou pelo menos de relações tensas com todos os países iugoslavos pró-ocidentais. vizinhos, o Reino Unido e os Estados Unidos. 
Após as conquistas militares de Trieste e de parte da Caríntia nos últimos dias da Segunda Guerra Mundial, Tito pressionou reivindicações territoriais contra a Áustria – especificamente a Caríntia e Burguenlândia, esperando um corredor para a Tchecoslováquia – e contra a Itália na área da Marcha Juliana, incluindo Trieste. As imediações da cidade foram organizadas como Território Livre de Trieste sob administração militar dividida por iugoslavos e aliados ocidentais, enquanto estes últimos controlavam a própria cidade. Após a Ruptura Tito-Stalin, os soviéticos retiraram o seu apoio aos iugoslavos na resolução posterior da disputa de Trieste,  e deixaram de apoiar a Iugoslávia em favor da Áustria.  Desde 1947, a Iugoslávia forneceu ajuda crescente ao Exército Democrático da Grécia (Δημοκρατικός Στρατός Ελλάδας, Dimokratikós Stratós Elládas, DSE) na Guerra Civil Grega.  Mesmo depois de Stalin ter obtido garantias da liderança iugoslava de que a ajuda cessaria, Tito informou Nikos Zachariádis, do Partido Comunista da Grécia, que a DSE poderia contar com mais ajuda. 

## Expurgos Cominformistas

### Perseguição de inimigos internos

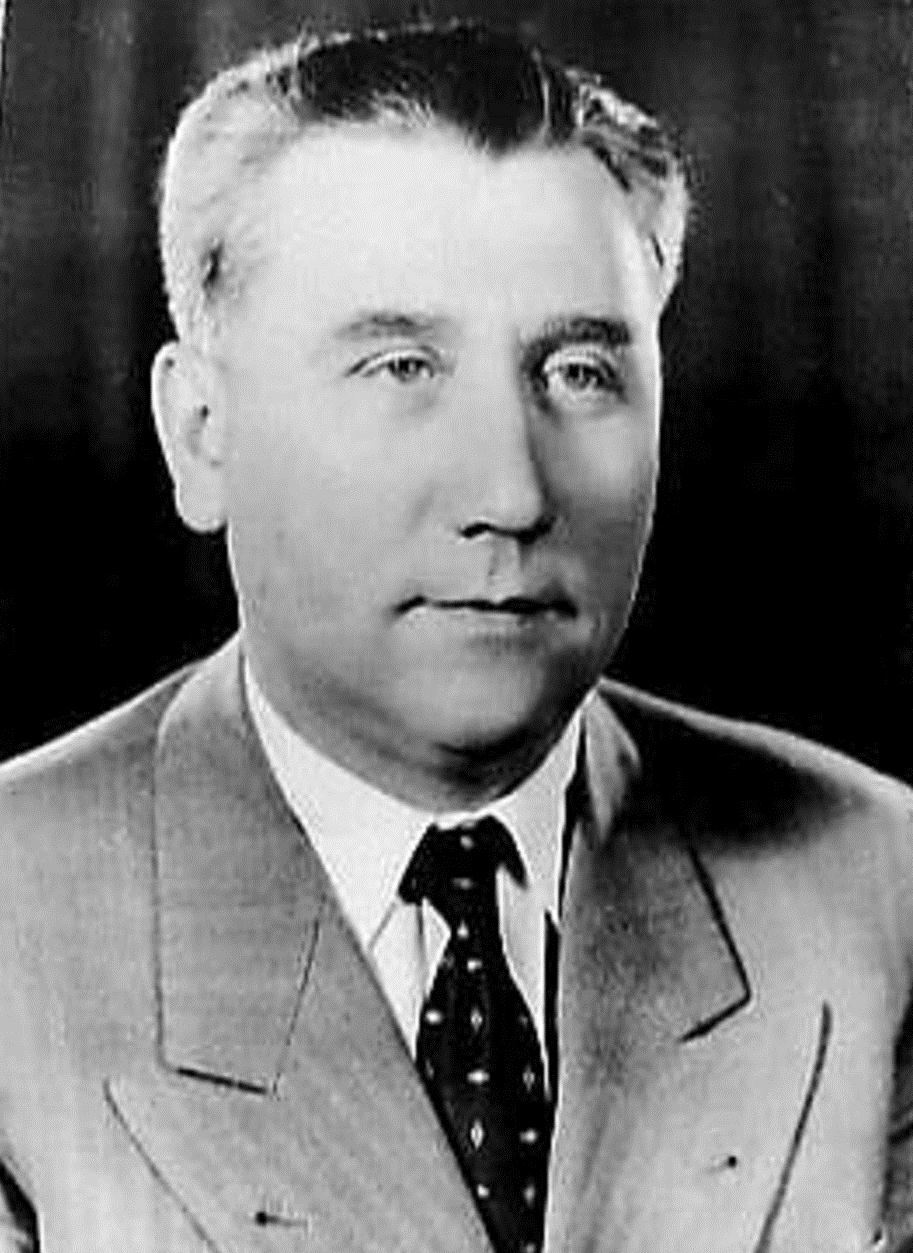
Aleksandar Ranković estabeleceu uma equipe especial anti-Cominform na Administração de Segurança do Estado Iugoslavo.

Imediatamente após a Ruptura Tito-Stalin, a liderança do Partido Comunista da Iugoslávia (Komunistička partija Jugoslavije, KPJ) enfrentou incertezas sobre a lealdade pessoal. O ministro do Interior, Aleksandar Ranković, observou que era impossível saber em quem confiar e que os camaradas mais próximos podem agora ser o inimigo.  Mesmo quando Tito e Stalin trocaram cartas que levaram à sua ruptura aberta no início de 1948, Tito apelou à ação contra o membro do comité central Sreten Žujović e o antigo ministro da Indústria Andrija Hebrang. Žujović foi a única pessoa que apoiou abertamente Stalin quando o comitê central discutiu as acusações diretas de Stalin e quem era a sua fonte de informação. Tito alegou que Hebrang era a principal fonte de desconfiança soviética e encarregou Ranković de acusá-lo. Ranković fabricou acusações de que Hebrang se tornou um espião Ustaše durante seu cativeiro em 1942 e que os soviéticos posteriormente o chantagearam usando essa informação como alavanca. Tanto Žujović como Hebrang foram detidos no espaço de uma semana.  Houve inúmeras vítimas de perseguição além de Žujović e Hebrang. Apoiadores reais ou supostos de Stalin foram denominados "Cominformistas" ou "ibeovci" como um inicialismo pejorativo baseado nas duas primeiras palavras do nome oficial do Cominform. Milhares foram presos, mortos ou exilados. 
Em resposta à situação no país, Ranković estabeleceu uma equipe especial anti-Cominform na Administração de Segurança do Estado (Uprava državne bezbednosti, UDB), composta por seu vice e chefe nominal da UDB, Svetislav Stefanović Ćeća, Veljko Mićunović, Jovo Kapičić., Vojislav Biljanović, Mile Milatović e Jefto Šašić como chefe do Serviço de Contraespionagem (Kontraobaveštajna služba, KOS). 
Somente em 1948-51, 55.663 membros do KPJ foram registrados como Cominformistas, ou 19,52% dos membros do partido em 1948. No entanto, no mesmo período, o número de membros foi aumentado pela introdução de mais de meio milhão de novos membros. O número e a proporção de Cominformistas nos membros do KPJ variaram substancialmente de acordo com as repúblicas e regiões constituintes federais, e também por etnia. Mais de metade dos membros estavam registados na própria Sérvia, enquanto a proporção mais elevada em relação à população total se encontrava no Montenegro. 
Este elevado número de Cominformistas na Sérvia em termos absolutos, e no Montenegro em termos relativos em comparação com a sua população, é explicado pela russofilia tradicionalmente observada naquele país.  As origens deste sentimento estão ligadas à ajuda imperial russa em 1804-1815 durante a Revolução Sérvia, coincidindo com a Guerra Russo-Turca de 1806-1812, e posteriormente, diplomaticamente, quando o Principado da Sérvia ganhou reconhecimento diplomático em 1830.  O sentimento foi reforçado em Montenegro desde que o Império Russo agiu, ou foi considerado que agiu, para proteger o Principado de Montenegro contra o Império Otomano em meados do século XVIII. Por extensão, este apoio foi dado à URSS. 
O número exato de detidos permanece incerto, mas em 1983, Radovan Radonjić afirmou que 16.288 foram presos e condenados, incluindo 2.616 pertencentes a vários níveis da liderança do KPJ.  Segundo Ranković, 51 mil pessoas foram mortas, presas ou enviadas para trabalhos forçados.  A maioria deles foi condenada sem julgamento.  Os prisioneiros foram detidos em vários locais, incluindo prisões reais, bem como em campos de prisioneiros em Stara Gradiška e no reaproveitado campo de concentração de Ustaše em Jasenovac. Um campo de prisioneiros para fins especiais foi construído para Cominformistas nas ilhas desabitadas do Adriático de Goli Otok e Sveti Grgur em 1949. 

### Expurgo do aparato militar e de segurança

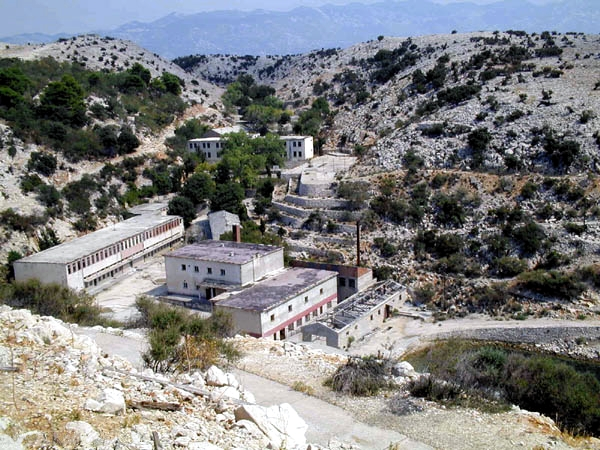
A Prisão de Goli Otok, Croácia, utilizado para abrigar abrigar stalinistas, anti-titoístas e apoiadores da URSS

A própria polícia secreta estava entre as organizações alvo de expurgos. Fontes iugoslavas indicam que 1.722 militares e oficiais da UDB foram condenados. Expurgos particularmente abrangentes foram levados a cabo contra a UDB em Sarajevo depois de todo o pessoal da UDB do segundo distrito de Sarajevo ter declarado o seu apoio ao Cominform. A sua acção foi repetida pelos chefes da UDB em Mostar e Banja Luka . Pelo menos dezessete oficiais da UDB com patente de tenente-coronel ou superior em cargos de alto nível nos órgãos federais ou na Sérvia, Bósnia e Herzegovina e Montenegro foram presos, e vários oficiais da UDB fugiram para a Romênia. 
O apoio aos soviéticos nas fileiras do Exército Popular Iugoslavo é difícil de determinar. Estimativas baixas indicam que 10–15% do pessoal do exército era a favor da posição soviética. Fontes iugoslavas estimam que o número de militares presos varia de 4.153 oficiais e soldados apresentados por Radonjić, a 7.000 oficiais presos estimados por Milovan Đilas. O expurgo incluiu 22 oficiais do regimento da guarda presidencial reportando-se diretamente a Tito, incluindo Momčilo Đurić, comandante em tempo de guerra do batalhão de escolta do Quartel-General Supremo Partisan. 
Quarenta e nove graduados do Exército Iugoslavo de Voroshilov, Frunze e outras academias militares soviéticas foram considerados potenciais apoiadores soviéticos. Muitos dos que frequentavam essas academias na URSS na época da Ruptura Tito-Stalin nunca mais regressaram à Iugoslávia. 
A ruptura afetou particularmente a Força Aérea. Quase todos os oficiais da Força Aérea tiveram treinamento soviético e alguns deles fugiram do país em aviões da Força Aérea. Os desertores incluíam o major-general Pero Popivoda, chefe do serviço operacional da Força Aérea. As bases aéreas de Batajnica, Zemun e Pančevo perto de Belgrado viram vários ataques de grupos de sabotadores, enquanto o comandante da base aérea de Zemun e seu vice fugiram para a Romênia. 

## Oposição e resistência

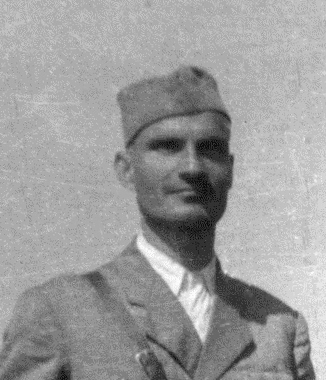
Arso Jovanović liderou um golpe de estado mal sucedido e foi posteriormente morto enquanto fugia para a Romênia.

### Tentativa de golpe
Imediatamente após a ruptura, houve pelo menos uma tentativa fracassada de golpe de estado militar apoiada pelos soviéticos. O coronel-general Arso Jovanović, que foi chefe do Quartel-General Supremo de Tito durante a guerra e mais tarde chefe do Estado-Maior do Exército Iugoslavo, chefiou-o, apoiado pelo major-general Branko Petričević Kadja e pelo coronel Vladimir Dapčević. Os guardas de fronteira mataram Jovanović perto de Vršac enquanto ele tentava fugir para a Romênia, Petričević foi preso em Belgrado e Dapčević foi preso quando estava prestes a cruzar a fronteira húngara.  

### Emigrados e infiltrados
Tito enfrentou a oposição de um grupo de emigrados – cidadãos iugoslavos que estavam fora do país no momento da ruptura. De acordo com fontes iugoslavas, o grupo consistia em 4.928 pessoas, incluindo 475 especialistas militares e civis especificamente escolhidos, enviados para a URSS e outras partes do Bloco de Leste para treino, e comparativamente poucos desertores. Inicialmente, o embaixador iugoslavo na Romênia, Radonja Golubović, liderou-os. Além de Golubović, o grupo incluía diplomatas destacados para a Hungria, Suécia, Noruega e Estados Unidos.  No final de 1949, Popivoda foi estabelecido como o líder indiscutível da oposição exilada, e o grupo se autodenominou Liga dos Patriotas Iugoslavos para a Libertação dos Povos da Iugoslávia do Jugo da Camarilha de Tito-Ranković e da Escravidão Imperialista. 
As autoridades soviéticas organizaram os emigrados segundo diversas linhas. Apoiaram a publicação de vários jornais que defendem esforços anti-Titoístas, sendo os mais influentes Za socijalističku Jugoslaviju (Pela Iugoslávia Socialista) e Nova borba (Nova Luta). A Rádio Iugoslávia Livre transmitia transmissões diárias de propaganda de Bucareste. Vários especialistas não militares foram treinados para uma futura tomada de poder do governo, enquanto o pessoal militar foi organizado em quatro brigadas internacionais destacadas para a Hungria, Romênia e Bulgária perto das suas fronteiras iugoslavas, e uma unidade da força aérea foi criada nos Montes Urais. As brigadas internacionais incluíam milhares de militares vindos de vários países do Bloco Oriental, considerados voluntários. 
Os aliados soviéticos bloquearam as suas fronteiras com a Iugoslávia – onde ocorreram 7.877 incidentes fronteiriços.  Em 1953, as incursões soviéticas ou apoiadas pelos soviéticos resultaram na morte de 27 agentes de segurança iugoslavos. Pensa-se que mais de 700 agentes tenham atravessado a fronteira para a Iugoslávia – 160 dos quais foram capturados e 40 mortos em combate. 

### Insurreições
O aparelho de segurança iugoslavo também enfrentou insurreições armadas em diversas áreas – principalmente no Montenegro.  Como resultado, uma divisão inteira da UDB foi enviada para Montenegro no verão e outono de 1948 para combater a insurreição liderada pelo ex-secretário da organização KPJ Ilija Bulatović, na cidade de Bijelo Polje. Além da organização KPJ, grandes segmentos ou organizações inteiras em Kolašin, Berane, Cetinje, Nikšić, Bar e Danilovgrad expressaram apoio aos Cominformistas. Uma força-tarefa especial, chefiada por Komnen Cerović, foi adicionada ao governo montenegrino para perseguir os insurgentes.  Eles suprimiram a rebelião, mas apenas temporariamente. Em 1949, a força de Cerović destruiu redutos insurgentes na parte Monetenegrina de Sandžak. Outras revoltas ocorreram no vale do rio Zeta e na área entre a capital da república, Titogrado e Nikšić. No final das contas, os insurgentes falharam. 
Mais duas insurreições, lideradas por veteranos de etnia sérvia das forças partidárias e ex-oficiais do exército, ocorreram nas áreas de Kordun, Lika, Banovina, na Croácia, e do outro lado da fronteira da unidade federal na Bósnia e Herzegovina, onde a rebelião se centrou na cidade de Cazin em 1950.  Na área de Cazin, a maior parte dos insurgentes eram, na verdade, camponeses muçulmanos.  A motivação para as rebeliões gêmeas parece mais diversa, incluindo uma apreciação inadequada real ou percebida dos esforços dos líderes da rebelião durante a guerra,  promessas de abolir vários impostos e a restauração do Rei Pedro II ao trono.  As autoridades iugoslavas capturaram dez infiltrados, incluindo oito ex-Chetniks, vindos da Áustria para apoiar os rebeldes.  As insurreições foram reprimidas rapidamente,  e as autoridades iugoslavas as atribuíram ao Cominformismo.  Além disso, uma rebelião de pequena escala, igualmente mal sucedida, ocorreu na Eslovênia ao mesmo tempo. 

### Resistência da Albânia durante a Era Informbiro
Ao longo do período Informbiro, que vai de 1948 a 1954, a Albânia e a Iugoslávia estiveram envolvidas numa série de confrontos armados alimentados por disputas territoriais e diferenças ideológicas entre os seus líderes, Josip Broz Tito e Enver Hoxha. Esta época testemunhou tensões acrescidas ao longo da fronteira entre a Albânia e a Iugoslávia, tornando-a num ponto focal de discórdia dentro do Bloco de Leste durante a Guerra Fria. Além disso, Enver Hoxha também ordenou a expulsão de todos os políticos e militares iugoslavos de toda a Albânia.

## Impacto nas políticas iugoslavas

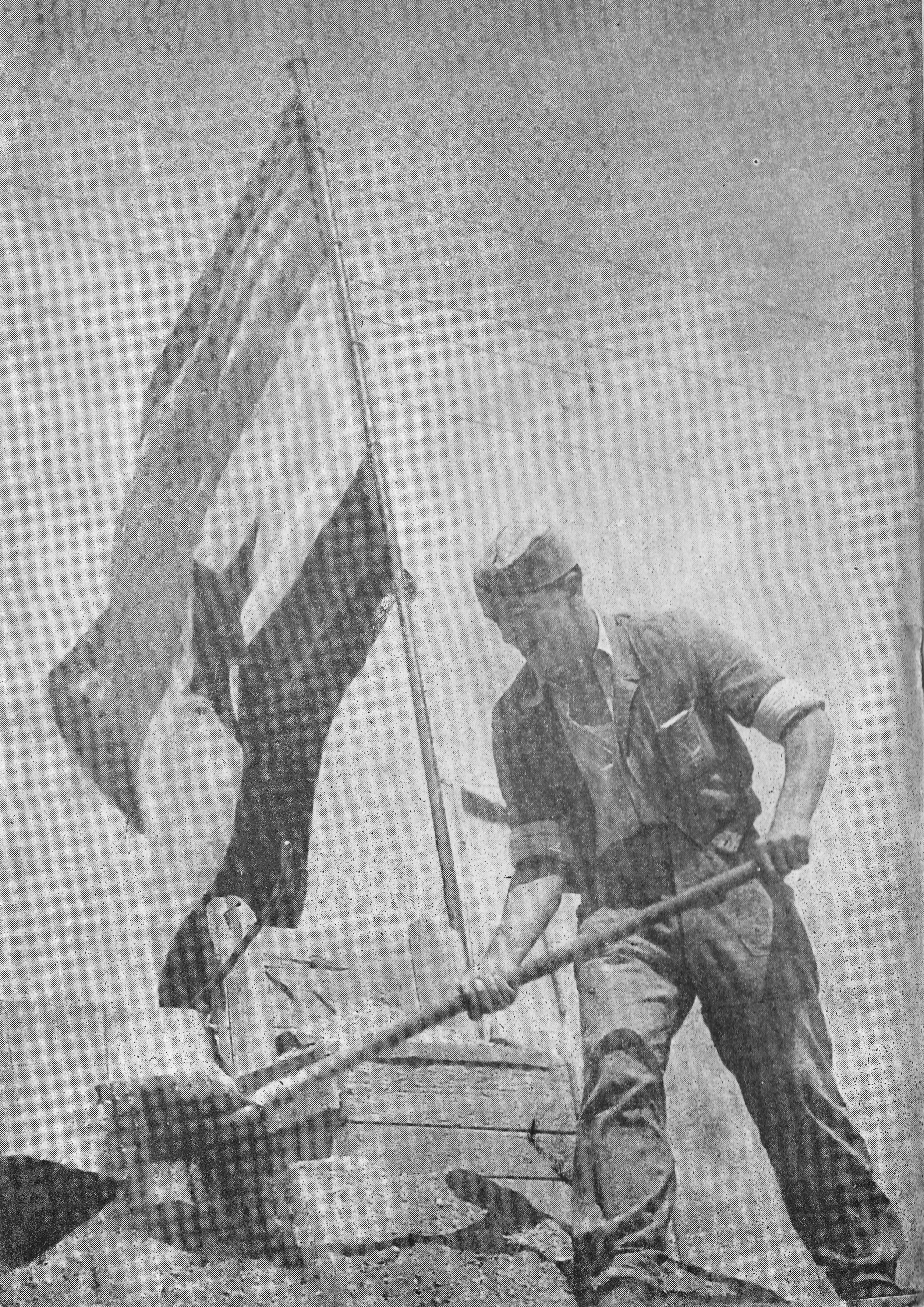
A Iugoslávia assistiu a obras de infraestruturas de grande escala e de mão de obra intensiva, como a construção de Nova Belgrado, onde esta fotografia foi tirada.

### Desenvolvimento econômico até meados de 1948
Antes de 1948, a economia iugoslava dependia do comércio controlado pelo Estado de produtos agrícolas e matérias-primas para a URSS em troca de bens processados e maquinaria.  A escassez geral de maquinaria e a escassez local de mão de obra – especialmente de especialistas qualificados – atormentaram a economia.  À medida que o conflito com Stalin avançava, a Iugoslávia decidiu tornar-se auto-suficiente e desenvolver as suas capacidades militares, o que levou a maiores despesas orçamentais em infraestruturas e pessoal,  e à criação de instituições de investigação e desenvolvimento. Para compensar a falta de maquinaria, foram introduzidos terceiros turnos nas fábricas.  As autoridades mobilizaram, sob ameaça de prisão, aqueles que não estavam empregados de outra forma e os camponeses que não realizavam activamente trabalho agrícola, para trabalharem em minas de extracção de carvão ou minérios para exportação, ou em estaleiros de construção.  Alimentos e combustível foram armazenados para os militares,  levando à escassez do mercado. 

### Apoio americano
Em junho de 1948, a Iugoslávia chegou a um acordo com os Estados Unidos, permitindo que as autoridades iugoslavas tivessem acesso às suas reservas de ouro mantidas nos Estados Unidos. Ao mesmo tempo, a Iugoslávia anunciou que gostaria de negociar com o Ocidente.  A Iugoslávia solicitou pela primeira vez assistência dos Estados Unidos no verão de 1948.  Em Dezembro, Tito anunciou que matérias-primas estratégicas seriam enviadas para o Ocidente em troca de um aumento do comércio. 
Em Fevereiro de 1949, os EUA decidiram fornecer assistência econômica a Tito e, em troca, exigiriam que Tito cortasse o apoio à DSE quando a situação interna na Iugoslávia permitisse tal movimento sem pôr em perigo a sua posição.  Em última análise, o Secretário de Estado Dean Acheson assumiu a posição de que o plano quinquenal iugoslavo deveria ter sucesso se Tito quisesse prevalecer contra Stalin e que, independentemente da natureza do seu regime, Tito era do interesse dos Estados Unidos.  Em Outubro de 1949, a Iugoslávia recebeu o apoio dos Estados Unidos e venceu a sua candidatura a um assento no Conselho de Segurança das Nações Unidas,  apesar da oposição soviética. 

### Economia após a ruptura com a URSS

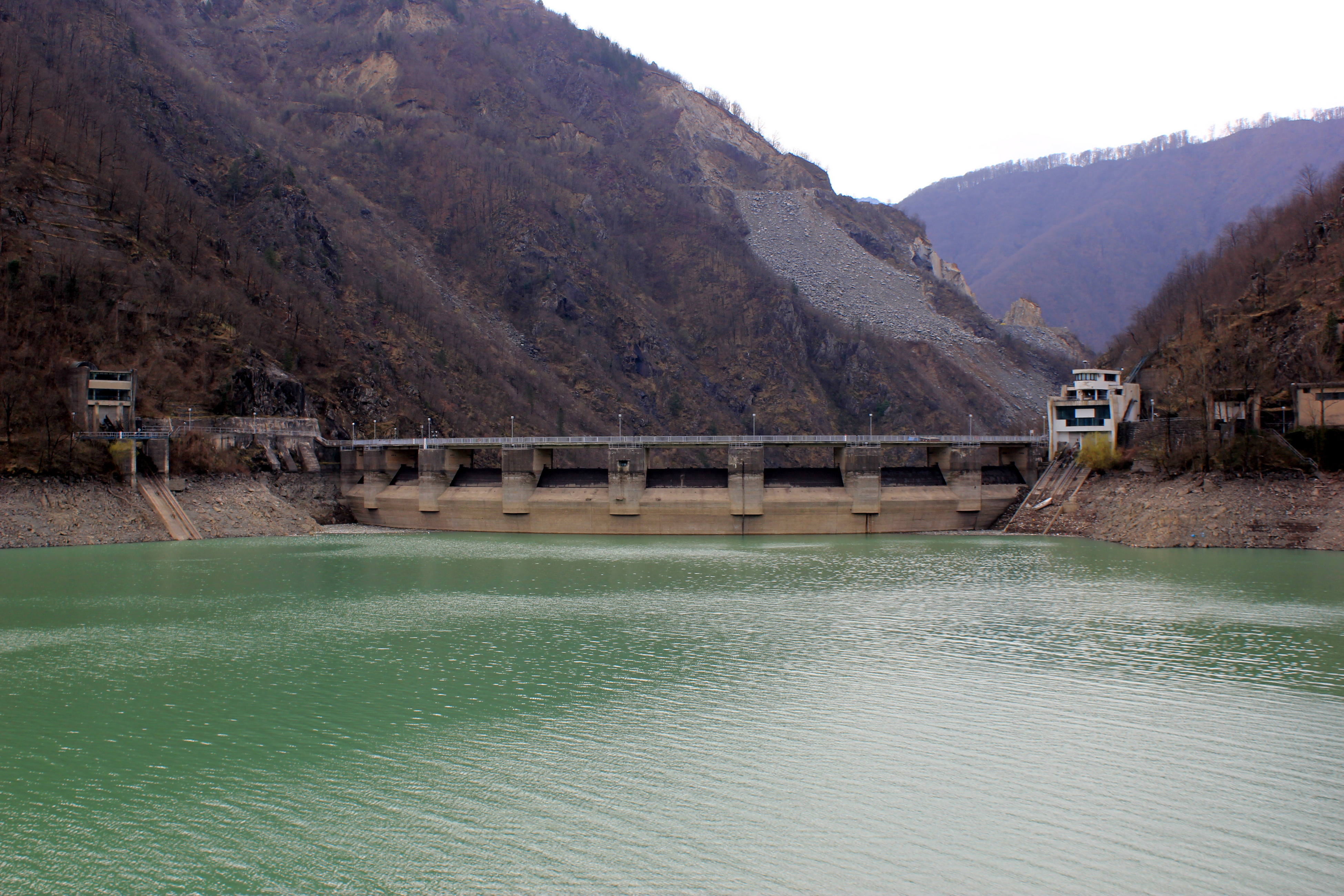
A construção da Barragem de Jablanica ocorreu durante o período que se seguiu à Ruptura Tito-Stalin como uma das principais obras de infraestrutura na Iugoslávia.

O bloqueio liderado pelos soviéticos ao comércio do Bloco Oriental com a Iugoslávia entrou em vigor gradualmente e permaneceu incompleto até 1949.  Inicialmente, assumiu a forma de paralisação do petróleo da Albânia, Hungria e Roménia, mas as compras às autoridades aliadas no Território Livre de Trieste compensaram esta situação. O comércio com os Estados Unidos começou em 1948, quando a Iugoslávia comprou uma usina de produção de aço, quinze perfuratrizes de petróleo, misturadores industriais necessários para montar uma unidade de produção de pneus, cinco oficinas móveis de reparo e vários milhares de pneus de trator em troca de vários minerais e minérios. No final do ano, celebrou acordos comerciais com vários países da Europa Ocidental. 
O Banco de Exportação-Importação dos Estados Unidos (Ex-Im Bank) aprovou o seu primeiro empréstimo no final de agosto de 1949, quando o bloqueio soviético entrou em vigor. Refletiu a decisão de “manter Tito à tona” tomada em Fevereiro. Os Estados Unidos passaram a apoiar totalmente em setembro. Em breve, o Fundo Monetário Internacional e o Banco Mundial também aprovaram empréstimos, embora exigindo que a Iugoslávia os utilizasse para pagar dívidas pré-guerra à Grã-Bretanha, França, Itália e Bélgica. Os Estados Unidos pressionaram a Bélgica a aceitar pagamentos em espécie em vez de dinheiro. 
No final do ano, as existências de cereais, fertilizantes e maquinaria agrícola estavam muito baixas. Ao mesmo tempo, as receitas das exportações diminuíram 36%, exigindo a prorrogação do racionamento.  Consequentemente, um empréstimo de 20 milhões de dólares do Ex-Im Bank foi utilizado para comprar alimentos em Outubro de 1950, e os Estados Unidos enviaram quase o dobro da quantidade de alimentos como ajuda em Novembro. No final de dezembro, o presidente Harry S. Truman assinou a Lei Iugoslava de Assistência de Emergência de 1950, concedendo US$ 50 milhões em alimentos.  Esta ajuda ajudou a Iugoslávia a superar as fracas colheitas de 1948, 1949 e 1950,  mas quase não haveria crescimento económico antes de 1952. 
Em 1950, as autoridades iugoslavas procuraram combater práticas laborais insustentáveis e melhorar a eficiência da produção através da introdução de contratos de trabalho obrigatórios e da redução das quotas de trabalho, mantendo simultaneamente os objectivos de produção e exigindo que as fábricas equilibrassem os bens, o dinheiro disponível e o trabalho através de conselhos de trabalhadores. O sistema mais tarde ficaria conhecido como “autogestão”.  O impulso para uma maior eficiência levou ao despedimento de trabalhadores considerados menos produtivos – incluindo mulheres, idosos e até equipas de manutenção, que na verdade não produziam nada – resultando num aumento acentuado do desemprego. 

## Descentralização e reforma constitucional
Embora a propaganda soviética e do Cominform chamasse a atenção para as desigualdades no desenvolvimento econômico de várias partes da Iugoslávia, alegando a restauração do capitalismo e a opressão nacional das nações subdesenvolvidas,  o choque entre a centralização estrita e a descentralização apareceu como um conflito entre o princípio político e prioridades económicas.  Houve uma proposta liderada por Ranković em 1949 para introduzir os oblasts como órgãos administrativos de nível intermediário destinados a reduzir o poder das repúblicas federais, mas foi rejeitada pelo comitê central do KPJ após objeções eslovenas.  Em 1952, o vice-primeiro-ministro Edvard Kardelj elaborou alterações constitucionais para reflectir a realidade das reformas económicas de 1950-51, levando a um debate que se estenderia por mais de um ano.  As alterações constitucionais iugoslavas de 1953 estabeleceram uma câmara legislativa adicional composta por representantes de operadores económicos de propriedade social que debateram e votaram em todas as questões econômicas – incluindo o orçamento. Além disso, procurou refletir o poder econômico de cada república constituinte, dando uma maioria à Eslovênia e à Croácia, se aplicado de forma estrita, garantindo ao mesmo tempo uma representação igual de cada unidade federal na assembleia para contrabalançar esta situação. 

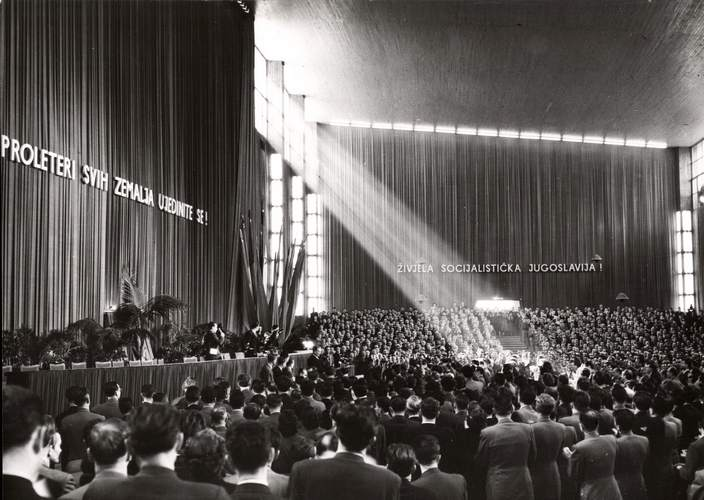
O Partido Comunista da Iugoslávia renomeou-se Liga dos Comunistas da Iugoslávia em seu sexto congresso realizado em Zagreb em 1952.

Em última análise, o KPJ aceitou a descentralização e rebatizou-se como Liga dos Comunistas da Iugoslávia (Savez komunista Jugoslavije, SKJ) no seu sexto congresso realizado em Zagreb em 1952 para refletir o espírito prevalecente.  As emendas constitucionais, aprovadas em 13 de janeiro de 1953, foram apenas o segundo passo de uma série de cinco reformas constitucionais que refletem o desenvolvimento social da Iugoslávia governada pelos comunistas, mas os princípios introduzidos em 1953 foram mantidos até à constituição final da Iugoslávia socialista, adotada em 1974. 

## Relações Exteriores e Cooperação em Defesa

### Percepção da ameaça soviética e ajuda militar
Embora os iugoslavos inicialmente tenham evitado pedir ajuda militar, acreditando que seria um pretexto para uma invasão soviética,  não está claro se a URSS planeou qualquer intervenção militar em resposta à ruptura Tito-Stálin. O major-general húngaro Béla Király, que desertou para os Estados Unidos em 1956, afirmou que existiam tais planos, mas pesquisas realizadas na década de 2000 demonstraram que as suas afirmações eram falsas.  Independentemente de quaisquer planos soviéticos, os iugoslavos acreditavam que uma invasão era provável e planejaram adequadamente.  Uma mensagem de Stalin ao presidente checoslovaco Klement Gottwald, em 1948, parece indicar que o seu objectivo era o isolamento e o declínio da Iugoslávia. 
Após uma mudança na política dos Estados Unidos para o "apoio total" à Iugoslávia, em 17 de novembro de 1949, o Conselho de Segurança Nacional comprometeu-se a ajudar a Iugoslávia a defender-se contra invasões.  Em 1951, as autoridades iugoslavas convenceram-se de que um ataque soviético era inevitável e a Iugoslávia aderiu ao Programa de Assistência à Defesa Mútua (MDAP).  Pouco antes de a Iugoslávia aderir ao MDAP, os militares iugoslavos realizaram um exercício perto de Banja Luka em 1951 que recebeu observadores dos EUA, incluindo o Chefe do Estado-Maior do Exército dos Estados Unidos, General J. Lawton Collins.  Em Novembro, os Estados Unidos forneceram ajuda ao abrigo do MDAP e persuadiram com sucesso os britânicos e franceses a venderem armas à Iugoslávia.  Os Estados Unidos forneceram uma grande quantidade de equipamento militar; a maior parte do equipamento foi entregue ao Exército. A Força Aérea Iugoslava estava particularmente com poucos equipamentos em 1951, mas em dois anos recebeu 25 Lockheed T-33 As e 167 Republic F-84 Thunderjets.  Tendo em vista a cooperação em defesa, as Forças dos Estados Unidos na Áustria propuseram um plano para a defesa conjunta americano-iugoslava contra os avanços soviéticos da Hungria para a Áustria através da Eslovênia, mas tais planos nunca foram aprovados.  Em meados da década de 1950, a ajuda militar fornecida pelos Estados Unidos ascendia a meio bilhão de dólares. 

### Aliança com a Grécia e a Turquia
Em 1952, quando a Grécia e a Turquia aderiram à Organização do Tratado do Atlântico Norte (OTAN), o embaixador dos EUA abordou o embaixador iugoslavo na Turquia em Ancara e sugeriu reforçar os laços militares entre a Iugoslávia, a Grécia e a Turquia.  A ideia foi discutida durante 1952 a vários níveis, com os três países a manifestarem interesse na cooperação, embora a Iugoslávia tenha utilizado a abordagem mais cautelosa para uma aliança. 
Em fevereiro de 1953, os ministros das Relações Exteriores da Iugoslávia, da Grécia e da Turquia assinaram o Tratado de Amizade e Cooperação em Ancara, mais tarde também conhecido como Acordo de Ancara, formalizando um acordo de cooperação em questões de defesa.  Um acordo de aliança militar baseado no Acordo de Ancara foi assinado pelos três em Bled em Agosto de 1954, mas não ligou a Iugoslávia à OTAN. Em vez disso, permitiu à Iugoslávia manter uma política independente.  Tito assinou este pacto para reforçar a defesa da Iugoslávia contra uma potencial invasão militar soviética. Também tornou a opção de adesão da Iugoslávia à OTAN mais plausível na época. Ao abrigo deste pacto, qualquer potencial invasão soviética da Iugoslávia também poderia levar à intervenção da OTAN para ajudar a defender a Iugoslávia devido à adesão da Grécia e da Turquia à OTAN. No entanto, as divergências de política externa entre os três países do pacto acabaram por paralisar a própria aliança, encerrando assim a possibilidade de adesão da Iugoslávia à OTAN.

## Reaproximação com a URSS

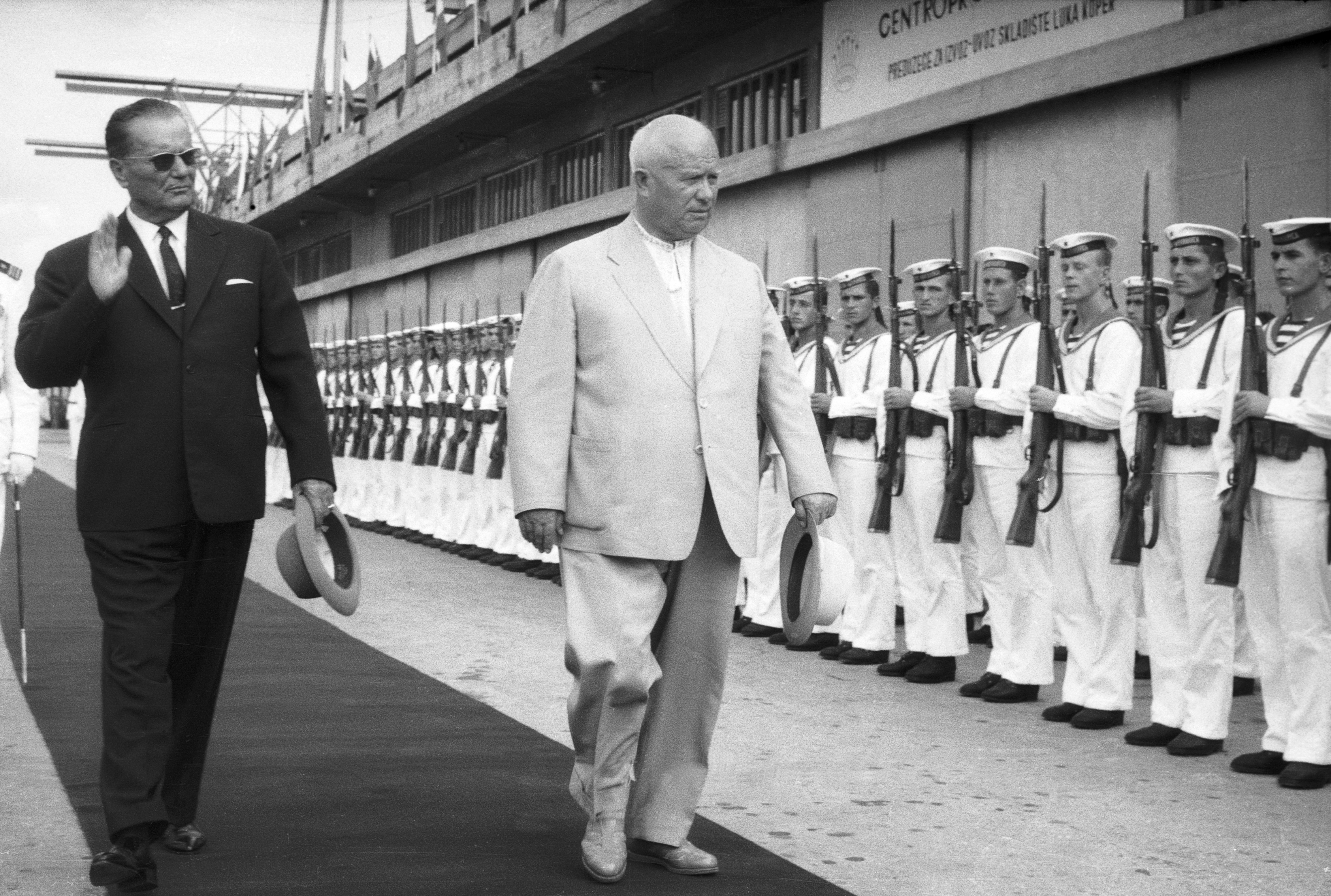
Khruschev e Tito se conheceram em 1955, consertando as relações Iugoslava-Soviéticas após sete anos (mostrado aqui em 1963)

A morte de Stalin em março de 1953 resultou na redução da pressão soviética contra a Iugoslávia. Por sua vez, em poucos meses, Tito agiu para suspender novas reformas do SKJ defendidas mais veementemente naquele momento por Milovan Đilas. A sua expulsão do SKJ no início de 1954 foi vista como um desenvolvimento favorável pela nova liderança soviética.  Como sinal de normalização das relações mútuas, a URSS e a Iugoslávia trocaram embaixadores e restabeleceram as relações económicas no final de 1953. 
Em 1 de julho de 1954, quando a assinatura do acordo de Bled era iminente, um embaixador soviético entregou a Tito a mensagem de Nikita Khrushchov indicando um desejo urgente de restaurar as relações entre a URSS e a Iugoslávia.  Khruschev e Nikolai Bulganin visitaram a Iugoslávia, onde expressaram pesar pela ruptura das relações soviético-iugoslavas e prometeram reconstruí-las sobre novas bases.  Eles assinaram a Declaração de Belgrado reconhecendo o socialismo iugoslavo como uma variante legítima do sistema político,  e o Cominform foi dissolvido em 1956.  Os Estados Unidos consideraram a visita como um revés na sua cooperação de defesa com a Iugoslávia, mas notaram que foram os soviéticos que recuaram e pareciam ter aceitado os termos de cooperação de Tito. Nessa perspectiva, continuaram a ver a Iugoslávia como um ativo valioso da Guerra Fria para a política dos EUA. Ainda assim, a ajuda dos EUA foi reduzida à medida que a cooperação iugoslava com o Bloco Oriental aumentava. 
À luz da nova situação no terreno, o Congresso dos Estados Unidos procurou eliminar completamente a ajuda à Iugoslávia para cortar custos, mas o presidente Dwight Eisenhower opôs-se à ideia temendo que a Iugoslávia pudesse ser incapaz ou não quisesse manter a independência e forçada a voltar-se completamente para a URSS. O secretário de Estado dos EUA, John Foster Dulles, reuniu-se com Tito nas Ilhas Brijuni em Novembro de 1955 e conseguiu confirmar a Eisenhower que a Iugoslávia manteria distância do Bloco Oriental. A independência da Iugoslávia foi ainda apoiada através de ajuda, negando assim à URSS uma posição estratégica no Sudeste da Europa e impedindo a consolidação do Bloco de Leste. Isto levou Eisenhower a declarar a Iugoslávia "uma das nossas maiores vitórias na Guerra Fria". 

## Na arte e na cultura popular

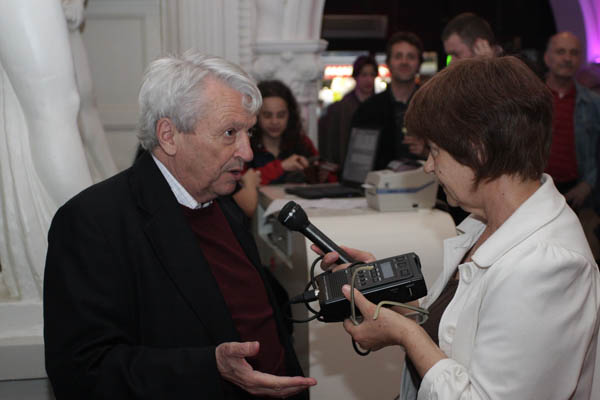
Predrag Matvejević cunhou o termo "Literatura Goli Otok" para se referir a obras que tratam do período após a ruptura entre a Iugoslávia e a União Soviética.

Imediatamente após a ruptura entre Tito e Stalin, os artistas iugoslavos foram encorajados a cobrir tópicos considerados mais adequados à glorificação da ideologia apregoada pelo KPJ. Em resposta, temas como vários aspectos da luta recente durante a guerra e a construção contemporânea de infraestruturas importantes tornaram-se populares entre os artistas. O incentivo materializou-se no tratamento preferencial na seleção de obras para diversas exposições patrocinadas pelo Estado.  A política foi abandonada no início dos anos 1950 em favor do Modernismo e proclamou a liberdade artística.  A ruptura com a URSS também levou ao abandono do estilo arquitetônico monumentalista em favor de designs encontrados no Ocidente. O desenho geral do novo edifício do comitê central do KPJ foi alterado para dar à estrutura a aparência de um arranha-céu americano, num esforço para contrastá-lo com a arquitetura stalinista. A mesma abordagem foi aplicada aos edifícios da Assembleia da Eslovénia e da Assembleia de Zagreb.  A ruptura com o Bloco Oriental abriu o país à cultura popular ocidental e ao renascimento dos quadrinhos iugoslavos.  Houve também dois primeiros exemplos de tratamento da ruptura com a URSS e o Cominform no cinema iugoslavo. Ambas são obras satíricas filmadas em 1951. Um é Tajna dvorca IB (O Segredo do Castelo IB), uma pantomima de balé escrita por Fadil Hadžić e dirigida por Milan Katić, enquanto o outro é o desenho animado de Walter e Norbert Neugebauer, Veliki miting (O Grande Encontro). 
O período dos expurgos que se seguiram à Ruptura Tito-Stalin foi mais amplamente coberto por escritores, dramaturgos e cineastas iugoslavos desde 1968, quando Dragoslav Mihailović escreveu seu romance Kad su cvetale tikve (Quando as abóboras floresceram) e especialmente na década de 1980. Obras literárias particularmente notáveis foram escritas por Puriša Đorđević, Ferdo Godina, Branko Hofman, Antonije Isaković, Dušan Jovanović, Dragan Kalajdžić, Žarko Komanin, Krsto Papić, Slobodan Selenić, Abdulah Sidran, Aleksandar Tišma e Pavle Ugrinov contribuindo para o que o comentarista literário e social Predrag Matvejević batizou a "Literatura Goli Otok" em homenagem à prisão.  Na Iugoslávia, o período de expurgos que se seguiu à ruptura entre a Iugoslávia e a União Soviética em 1948 ficou conhecido como período Informbiro. 
O período Informbiro também foi revisitado por peças e filmes iugoslavos, especialmente na década de 1980. A peça mais significativa sobre o tema foi The Karamazovs, de Dušan Jovanović, que estreou em 1980. Os filmes iugoslavos mais significativos sobre o tema são o longa-metragem de 1985 Otac na službenom putu, com roteiro escrito por Sidran e dirigido por Emir Kusturica; e Srećna nova '49., lançado um ano depois, escrito por Gordan Mihić e dirigido por Stole Popov.  Outros filmes notáveis que tratam do período são Večernja zvona (1986) baseado em um romance de Mirko Kovač e dirigido por Lordan Zafranović, Bal na vodi (1986) escrito e dirigido por Jovan Aćin, e Balkanski špijun (1984) co-dirigido pelo diretor de fotografia Božidar Nikolić e o dramaturgo Dušan Kovačević. 